# 刘信义
刘信义（1952年—）山东青岛人。中华人民共和国影视演员。

## 生平
1969年初中毕业之后，刘信义在家待业8年，其间当过搬运工、泥瓦匠、木匠、铁匠等等。因他自幼便在当美术设计师的父亲指导下学习绘画，所以他也替一些剧团临时担任美工师。
1978年，他正为话剧《八一风暴》绘制布景，剧中贺龙的饰演者因故不能演出，导演让他补台，他的表演非常成功。同年，他考入中国青年艺术剧院，成为话剧演员。
1981年，导演丁荫楠偶然发现了他，让他在电影《逆光》中饰演一位为钱而将未婚妻“借”给他人的青年。他的表演真实细腻，摆脱了脸谱化。
此后，他又先后在《血，总是热的》、《漂泊奇遇》、《车轮四重奏》、《快乐的单身汉》等电影中饰演角色。在和龚雪、马晓伟等演员合作的《快乐的单身汉》中，他饰演腼腆、自尊又豪爽仗义的车间班长石奇龙，将他过去当临时工时的体验融入表演中，获得1984年第七届《大众电影》百花奖最佳男配角奖。
1985年，刘信义考入北京电影学院表演专修班学习。1987年毕业之后，在电影《鸳鸯楼》中，与肖雄合作饰演一对研究生夫妇。刘信义的表演稳重深沉，注重刻画人物心理，在性格化表演上达到较高水平。
刘信义拍电影时十分认真，例如拍骑马镜头，他不用替身。他还常在电影中展现其绘画才能。后来他还参加拍摄电视剧。1990年，在电视剧《雍正皇帝》中，刘信义饰演雍正，引起观众注意。不久，他来到美国，但仍在电视领域活动，1996年在电视剧《新大陆》中饰演角色。

## 作品
电影
- 1982年《逆光》饰 黄毛
- 1983年《血，总是热的》饰 申华
- 1983年《漂泊奇遇》饰 夜白飞
- 1983年《快乐的单身汉》饰 石奇龙
- 1983年《浪花细沙》饰 小钱
- 1984年《车轮四重奏》饰 沈新
- 1987年《鸳鸯楼》饰 男研究生
- 1997年《有话好好说》饰 刘德龙
- 2004年《失恋联盟》饰
- 2004年《一石二鸟》（韩三平、刘信义任总制片人）
- 2007年《扈三娘与矮脚虎王英》（韩三平、刘信义任制片人）
- 2008年《我叫刘跃进》饰 严格
- 2009年《母大虫顾大嫂》（导演）
- 2009年《拼命三郎石秀》（导演）
- 2010年《入云龙公孙胜》（导演）
- 2010年《鼓上蚤时迁》（导演）
- 2010年《赤发鬼刘唐》（导演）
- 2010年《神偷时迁》（导演）
- 2010年《杨雄与石秀》（导演）
- 2011年《晁盖》（导演兼主演）饰 晁盖
- 2012年《玉麒麟卢俊义》（导演）
- 2013年《霹雳火秦明》（导演）
- 2013年《旱地忽律朱贵》（导演）
- 2013年《大刀关胜》（导演）

电视剧
- 1988年《死水微澜》饰 羅德生
- 1991年《雍正皇帝》饰 雍正
- 1996年《新大陆》饰
- 2008年《生死对峙》（导演兼主演）饰 江迈
- 2009年《家在洹上》（制片人兼主演）饰 秦绪川

## 外部連結
- 刘信义在互联网电影资料库（IMDb）上的資料（英文）（英文）
- 刘信义在香港影庫上的簡介
- 刘信义在豆瓣上的资料（简体中文）
- 刘信义在时光网上的簡介（简体中文）